# Adam Zwass
Adam Zwass (ur. 27 grudnia 1913 w Cisnej, zm. 16 czerwca 2001 w Saddle River w New Jersey) – amerykański ekonomista pochodzenia polskiego.
Do szkoły uczęszczał we Lwowie. W okresie II Rzeczypospolitej został członkiem Komunistycznej Partii Polski. Uczestnicząc w demonstracji został postrzelony, skazany na sześć lat więzienia, które odbył w Sieradzu.
Okres II wojny światowej spędził w Związku Radzieckim zesłany na Ural. Od roku 1945 pracował w Narodowym Banku Polskim, jednocześnie studiując ekonomię. Po uzyskaniu doktoratu i habilitacji w latach 1964-1969 był przedstawicielem Polski przy wydziale bankowo-dewizowym Rady Wzajemnej Pomocy Gospodarczej w Moskwie.
Po wydarzeniach marcowych 1968 wyemigrował w roku 1969 do Austrii, gdzie został ekspertem ds. krajów wschodnioeuropejskich przy Narodowym Banku Austrii.
Po śmierci jego małżonki Fryderyki wyjechał w roku 1996 do Stanów Zjednoczonych, gdzie jego syn Włodzimierz został profesorem Fairleigh Dickinson University w miejscowości Teaneck.
Adam Zwass był autorem wielu monografii w dziedzinach ekonomii. Był ceniony jako znawca ekonomiki krajów Rady Wzajemnej Pomocy Gospodarczej.

## Dzieła (Wybór)
- Zur Problematik der Währungsbeziehungen zwischen Ost und West, Europaverlag, Wien 1974.
- Der Rat für gegenseitige Wirtschaftshilfe 1949 bis 1987, Springer Verlag, Wien 1988.
- The Economies of Eastern Europe in a Time of Change, 1984.
- Incomplete Revolutions, M.E. Sharpe, 1999.
- From failed Communism to Underdeveloped Capitalism, M.E. Sharpe, 1995.
- Zwei Weltsysteme, Europaverlag, Wien 1985.
- Planwirtschaft im Wandel der Zeit, Europaverlag, 1982.
- Die Währung im Aussenhandel der RGW-Länder, Wiener Inst. f. Internationale Wirtschaftsvergleiche, 1973.
- Pieniądz dwóch rynków. Zarys rozwoju i kierunków reform, Państwowe Wydawnictwo Naukowe, Warszawa 1968.
- Wielkość i struktura obiegu pieniężnego. Zarys teorii i analiza statystyczna danych w krajach socjalistycznych. Państwowe Wydawnictwo Naukowe, Warszawa 1962.